# Axiologina ferumequinum
Axiologina ferumequinum är en tvåvingeart som beskrevs av Friedrich Georg Hendel 1909. Axiologina ferumequinum ingår i släktet Axiologina och familjen fläckflugor. Inga underarter finns listade.